# Trouville
Trouville és un municipi francès situat al departament del Sena Marítim i a la regió de Normandia. L'any 2007 tenia 597 habitants.

## Demografia

### Població
El 2007 la població de fet de Trouville era de 597 persones. Hi havia 216 famílies de les quals 24 eren unipersonals (16 homes vivint sols i 8 dones vivint soles), 84 parelles sense fills, 92 parelles amb fills i 16 famílies monoparentals amb fills.
La població ha evolucionat segons el següent gràfic:
Habitants censats

### Habitatges
El 2007 hi havia 225 habitatges, 216 eren l'habitatge principal de la família, 3 eren segones residències i 7 estaven desocupats. Tots els 224 habitatges eren cases. Dels 216 habitatges principals, 199 estaven ocupats pels seus propietaris i 17 estaven llogats i ocupats pels llogaters; 5 tenien dues cambres, 21 en tenien tres, 72 en tenien quatre i 118 en tenien cinc o més. 205 habitatges disposaven pel capbaix d'una plaça de pàrquing. A 90 habitatges hi havia un automòbil i a 119 n'hi havia dos o més.

### Piràmide de població
La piràmide de població per edats i sexe el 2009 era:
| Homes | Edats   | Dones |
| ----- | ------- | ----- |
| 0     | 95 o +  | 0     |
| 0     | 90 a 94 | 0     |
| 0     | 85 a 89 | 4     |
| 0     | 80 a 84 | 4     |
| 4     | 75 a 79 | 12    |
| 12    | 70 a 74 | 4     |
| 16    | 65 a 69 | 16    |
| 12    | 60 a 64 | 16    |
| 16    | 55 a 59 | 4     |
| 12    | 50 a 54 | 16    |
| 20    | 45 a 49 | 12    |
| 32    | 40 a 44 | 28    |
| 40    | 35 a 39 | 32    |
| 20    | 30 a 34 | 28    |
| 12    | 25 a 29 | 16    |
| 8     | 20 a 24 | 8     |
| 16    | 15 a 19 | 28    |
| 16    | 10 a 14 | 24    |
| 24    | 5 a 9   | 32    |
| 28    | 0 a 4   | 20    |

## Economia
El 2007 la població en edat de treballar era de 397 persones, 291 eren actives i 106 eren inactives. De les 291 persones actives 273 estaven ocupades (152 homes i 121 dones) i 18 estaven aturades (7 homes i 11 dones). De les 106 persones inactives 39 estaven jubilades, 30 estaven estudiant i 37 estaven classificades com a «altres inactius».

### Ingressos
El 2009 a Trouville hi havia 219 unitats fiscals que integraven 622 persones, la mediana anual d'ingressos fiscals per persona era de 19.715,5 €.

### Activitats econòmiques
Dels 19 establiments que hi havia el 2007, 1 era d'una empresa alimentària, 1 d'una empresa de fabricació d'altres productes industrials, 4 d'empreses de construcció, 3 d'empreses de comerç i reparació d'automòbils, 2 d'empreses d'hostatgeria i restauració, 2 d'empreses financeres, 5 d'empreses de serveis i 1 d'una entitat de l'administració pública.
Dels 4 establiments de servei als particulars que hi havia el 2009, 1 era un paleta, 2 fusteries i 1 restaurant.
Dels 3 establiments comercials que hi havia el 2009, 1 era una botiga de menys de 120 m², 1 una llibreria i 1 una joieria.
L'any 2000 a Trouville hi havia 16 explotacions agrícoles que ocupaven un total de 1.044 hectàrees.

## Equipaments sanitaris i escolars
El 2009 hi havia una escola elemental.

## Poblacions més properes
El següent diagrama mostra les poblacions més properes.